# تیپتون
latitudeتیپتونlongitudeتیپتون
تیپتون (به انگلیسی: Tipton) یک منطقهٔ مسکونی در انگلستان است که در میدلند غربی واقع شده‌است.

## خصوصیات
تیپتون ۳۸٬۷۷۷ نفر جمعیت دارد.